# あの日薔薇一輪
ミュージカル・ロマン『あの日薔薇一輪』（あのひばらいちりん）は宝塚歌劇団のミュージカル作品。16場。
花組公演。
併演作品は『ザ・レビュースコープ』。

## 概要
※『宝塚歌劇100年史（舞台編）』の宝塚大劇場公演を参考にした。
アメリカ合衆国のビジネス界を舞台に、大会社の幹部に昇進した若者の恋がデネシー調のジャズに乗せて繰り広げられた作品。
トップコンビの高汐巴と秋篠美帆の宝塚退団公演であった。

## あらすじ
※『宝塚歌劇100年史（舞台編）』の宝塚大劇場公演を参考にした。
1950年代後半のニューオリンズ。ロベールはパリ支社から引き抜かれた優秀なビジネスマン。黒縁眼鏡にひっつめ髪のお堅いOLの新任秘書ハンナに対し、悪戯心で眼鏡をとらせたところ、ハンナが学生時代に振られた彼女にそっくりだったと気づく。

## 公演期間と公演場所
- 1987年8月7日 - 9月23日（新人公演：8月18日） 宝塚大劇場
- 1987年12月3日 - 12月27日（新人公演：12月15日） 東京宝塚劇場

## スタッフ
※氏名の後ろに「宝塚」、「東京」の文字がなければ両公演共通
- 作・演出：柴田侑宏
- 作曲・編曲：寺田瀧雄
- 音楽指揮：岡田良機（宝塚）、北沢達雄（東京）
- 振付：名倉加代子
- 装置：大橋泰弘
- 衣装：任田幾英
- 照明：今井直次
- 小道具：榎本満春
- 効果：扇野信夫
- 音響監督：松永浩志
- 演出補：村上信夫
- 製作担当：古川清（東京）
- 制作：高野賢一、田中拓助

## 主な配役

### 本公演
宝塚
- ロベール・グランジェ - 高汐巴
- ハンナ、ミレーヌ - 秋篠美帆
- バーナード・ジョーンズ - 大浦みずき
- スティーブ - 朝香じゅん
- レイモン・マンダレー - 宝純子
- ダイアナ - 水原環
- パトリシア - 北小路みほ
- ウォルター・モーガン - なかいおり
- ジョージ・サルート - 磯野千尋
- フランク - 瀬川佳英
- リチャード - 幸和希
- ジェイムズ - 真矢みき
- サミー - 南海里
- マイラ - ひびき美都
- シンディ - 峰丘奈知
- マイク - 真汐ちなみ
- ランベル医師 - 涼美緒
- サンドラ - 月丘千景
- ジェリー - 安寿ミラ
- ファニータ - 梢真奈美
- スタンレー - 友麻夏希
- ラッキー - 宝樹芽里

東京の変更点
- バーナード - 朝香じゅん
- スティーヴ - 瀬川佳英
- フランク - 幸和希
- リチャード - 真矢みき
- ジェイムズ - 三矢直生

### 新人公演
※下記の配役は宝塚、東京共通のデータ
- ロベール - 友麻夏希
- ハンナ、ミレーヌ - 華陽子
- バーナード - 宝樹芽里
- スティーヴ - 愛華みれ
- レイモン - 舵一星
- ダイアナ - 香坂千晶
- パトリシア - 桜木星子
- ウォルター - 三矢直生
- ジョージ - 大樹ひろと
- フランク - 汐音真実
- マイク - 南海里
- リチャード - 大潮ますみ
- ジェイムズ - 真琴つばさ

## 主な楽曲
- あの日薔薇一輪
- あと五分
- 何が楽しみ?
- 恋に勇気を